# ام‌وی کویل
ام‌وی کویل (به انگلیسی: MV Cowal) یک کشتی بود که طول آن ۱۸۶ فوت (۵۷ متر) بود. این کشتی در سال ۱۹۵۴ ساخته شد.